# Volkswagen Plattenwagen
O Plattenwagen é um veículo produzido pela Volkswagen para ser utilizado dentro das suas fábricas, transportando materiais diversos, e nunca foi vendido ao público.
É basicamente um chassi tubular com mecânica do Volkswagen tipo 1, com uma plataforma de madeira e lugar para 2 passageiros. Inspirou o projeto do Volkswagen Tipo 2, também conhecido como Transporter, Bus ou Kombi.
Ainda existem três exemplares conhecidos: no Museu da Volkswagen, em Wolfsburg; na Lottermann collection, uma coleção particular; e um de propriedade de Bulli Kartei, holandês.
Em 1947, o importador holandês Ben Pon visitou a fábrica da Volkswagen, em Wolfsburg e rabiscou uma Plattenwagen com o motorista deslocado para a frente do veículo e com bancos e carroçaria cobrindo a plataforma. Daí, nasce o Volkswagen Kombi.